# Barnbruchswiesen und Ilkerbruch
Die Barnbruchswiesen und Ilkerbruch sind ein Naturschutzgebiet in der Stadt Wolfsburg und in der Gemeinde Calberlah in der Samtgemeinde Isenbüttel im Landkreis Gifhorn.

## Allgemeines
Das Naturschutzgebiet mit dem Kennzeichen NSG BR 089 ist rund 714 Hektar groß. Davon entfallen etwa 648 Hektar auf die Stadt Wolfsburg und rund 66 Hektar auf den Landkreis Gifhorn. Das Naturschutzgebiet ist teilweise Bestandteil des FFH-Gebietes „Aller (mit Barnbruch), untere Leine, untere Oker“ und des EU-Vogelschutzgebietes „Barnbruch“. Der Anteil des auf das Naturschutzgebiet entfallenden Anteils des FFH-Gebietes ist etwas 520,8 Hektar, der des EU-Vogelschutzgebietes ist etwa 618,9 Hektar groß. Die Flächen überlagern sich zu einem großen Teil. Das bisherige Naturschutzgebiet „Ilkerbruch“ ging vollständig im neu ausgewiesenen Naturschutzgebiet auf. Außerdem gingen Teilbereiche des bisherigen Naturschutzgebietes „Barnbruch“ und der Landschaftsschutzgebiete „Allertal-Barnbruch“ und „Allertal-Barnbruch und angrenzende Landschaftsteile“ im Naturschutzgebiet auf. Das Naturschutzgebiet grenzt im Norden an das Naturschutzgebiet „Barnbruch“, im Osten an das Naturschutzgebiet „Düpenwiesen“ und im Südwesten an das Landschaftsschutzgebiet „Allertal-Barnbruch und angrenzende Landschaftsteile“. Das Gebiet steht seit dem 18. Februar 2021 unter Naturschutz. Zuständige untere Naturschutzbehörden sind die Stadt Wolfsburg und der Landkreis Gifhorn.
Die Zustimmung zur Naturschutzverordnung durch den Landkreis Gifhorn erfolgte erst nach einer entsprechenden Weisung durch das Niedersächsische Ministerium für Umwelt, Energie, Bauen und Klimaschutz. Der Kreistag des Landkreises Gifhorn hatte zuvor die Auflagen und Verbote der Naturschutzverordnung in Bezug auf die Bewirtschaftung des Gebietes, die Gewässerunterhaltung und die ordnungsgemäße Ausübung der Jagd kritisiert und seine Zustimmung verweigert. Der auf dem Gebiet des Landkreises Gifhorn liegende Teil des Naturschutzgebietes ist Bestandteil des FFH-Gebietes „Aller (mit Barnbruch), untere Leine, untere Oker“ und hätte bereits bis Ende 2013 nach nationalem Recht gesichert sein müssen. Aufgrund des Ablaufs der Frist lief inzwischen ein Vertragsverletzungsverfahren gegen die Bundesrepublik Deutschland vor dem Gerichtshof der Europäischen Union.

## Beschreibung
Das Naturschutzgebiet liegt westlich von Wolfsburg. Es ist Teil einer großräumigen Niederungslandschaft im Urstromtal der Aller. Es wird von Grünländern und im Bereich des Ilkerbruchs von Stillgewässern geprägt. Stellenweise befinden sich auch als Acker genutzte Flächen im Naturschutzgebiet. Im Naturschutzgebiet sind ausgedehnte Röhrichtbereiche sowie Binsen- und Seggenriede zu finden. Teilweise sind Hochstaudenfluren ausgeprägt. In die Niederung sind Feldgehölze, Gebüsche und Hecken eingestreut. Vereinzelt stocken kleine Wälder. Im Nordosten durchfließt die Kronriede, im Südwesten die Mühlenriede das Naturschutzgebiet.
Das große Stillgewässer im Ilkerbruch und die umgebenden Bereiche wurde in den 1980er-Jahren als Ausgleichsmaßnahme für den Bau der Mülldeponie im Nordosten des heutigen Naturschutzgebietes angelegt. Zur Beruhigung ist dieser Bereich von einem Wassergraben umgeben.
Die Grünländer sind überwiegend als artenreiche Mähwiesen bzw. Extensivweiden ausgeprägt. Hier siedeln unter anderem Gewöhnliches Ruchgras, Hasenfußsegge, Feldhainsimse, Flaumhafer, Wiesenschaumkraut, Kuckuckslichtnelke, Wiesenflockenblume, Wiesenlabkraut, Wiesenplatterbse, Blutwurz, Scharfer Hahnenfuß, Knöllchensteinbrech, Grassternmiere, Sumpfhornklee, Kleiner Klee, Rotklee und Vogelwicke. Teilweise sind Borstgrasrasen mit Borstgras, Wiesensegge, Hirsensegge, Pillensegge, Feldhainsimse, Dreizahn, Harzer Labkraut, Blutwurz, Hundsveilchen und Grabenveilchen bzw. Pfeifengraswiesen mit Gewöhnlichem Pfeifengras, Wiesensegge, Gewöhnlicher Natternzunge und Teufelsabbiss ausgebildet.
Die Stillgewässer beherbergen Zwergbinsenvegetation und Laichkraut- oder Froschbissgesellschaften. So sind hier unter anderem Nadelsumpfbinse, Igelschlauch, Braunes Zypergras, Lauchgamander, Schilfrohr, Breitblättriger Rohrkolben, Gewöhnlicher Froschlöffel, Ästiger Igelkolben, Kleine und Dreifurchige Wasserlinse, Vielwurzelige Teichlinse, Krauses und Schwimmendes Laichkraut, Schwimmendes Sternlebermoos, Verkannter Wasserschlauch und Krebsschere zu finden.
Hochstaudenfluren kommen vorwiegend an Gewässerufern und feuchten Waldrändern vor. Hier siedeln beispielsweise Gelbe Wiesenraute, Gewöhnlicher Gilbweiderich, Gewöhnlicher Blutweiderich, Mädesüß und Zottiges Weidenröschen.
Die Wälder im Naturschutzgebiet sind vielfach naturnah als Erlen-Eschenwäldern, Eichenwälder, Erlen-Birken-Moorwälder und Erlenbruchwälder ausgeprägt. In den Eichenwäldern siedeln in der Krautschicht Gewöhnliches Pfeifengras, Pillensegge, Drahtschmiele, Weiches Honiggras, Zweiblättriges Schattenblümchen, Heidelbeere und Dorniger Wurmfarn. Die Wälder verfügen über einen hohen Alt- und Totholzanteil.
Das Naturschutzgebiet ist Lebensraum für Biber und Fischotter. Es beherbergt unter anderem Kranich, Schwarzstorch, Weißstorch, Seeadler, Fischadler, Uhu, Rotmilan, Schwarzmilan, Rohrweihe, Wespenbussard, Großer Brachvogel, Uferschnepfe, Waldschnepfe, Bekassine, Kiebitz, Rohrdommel, Wachtelkönig, Rebhuhn, Schwarzspecht, Grünspecht, Kleinspecht, Wendehals, Neuntöter, Nachtigall, Pirol, Schwarzkehlchen, Braunkehlchen, Blaukehlchen, Schafstelze, Bachstelze, Beutelmeise, Wiesenpieper, Gartenrotschwanz, Drosselrohrsänger, Schilfrohrsänger und Rohrschwirl. Die Gewässer beherbergen unter anderem Kleines Sumpfhuhn, Tüpfelsumpfhuhn, Wasserralle, Krickente, Knäkente, Reiherente, Tafelente, Haubentaucher, Rothalstaucher, Schwarzhalstaucher und Zwergtaucher, die Bauchige Schnauzenschnecke und die Große Erbsenmuschel sowie verschiedenen Eintagsfliegen, Steinfliegen und Köcherfliegen. Amphibien sind unter anderem durch Kammmolch, Moorfrosch, Springfrosch, Kleiner Wasserfrosch, Laubfrosch und Knoblauchkröte vertreten, Schmetterlinge unter anderem durch die Nachtfalter Gemeines Grünwidderchen und Wiesenrauten-Kapselspanner. Das Naturschutzgebiet hat eine besondere Bedeutung für Gastvogelarten, darunter verschiedene Zugvögel.
Teile des Naturschutzgebietes werden zur Pflege mit Heckrindern und Konikponys beweidet.
Durch Teile des Naturschutzgebietes verläuft ein Naturerlebnispfad mit mehreren Informationstafeln. Am Naturerlebnispfad befinden sich für die Naturbeobachtung mehrere Beobachtungsplattformen, eine Beobachtungshütte und ein Aussichtsturm.
Das Naturschutzgebiet wird von der Kreisstraße 114 zwischen Wolfsburg und Gifhorn gequert. Im Süden grenzt es an den Mittellandkanal bzw. an die Bahnstrecke Berlin–Lehrte.
Im Nordosten befindet sich zwischen dem Naturschutzgebiet „Barnbruchswiesen und Ilkerbruch“ und den Naturschutzgebieten „Barnbruch“ und „Düpenwiesen“ die Mülldeponie der Stadt Wolfsburg. Im Süden des Naturschutzgebietes befindet sich ein Modellflugplatz.